# Nasze zwierzaki: Galapagos
Nasze zwierzaki: Galapagos (ang. My Pet and Me: Galapagos Islands Special) – brytyjski serial popularnonaukowy, w Polsce emitowany na kanale CBeebies. Wszystkie odcinki tego programu zostały wyemitowane 6 grudnia 2018 roku.

## Fabuła
Ferne i Rory udają się do Ameryki Południowej, gdzie poznają dzieci, które przy wsparciu rodziny opiekują się wyjątkowymi zwierzętami, m.in.: olbrzymimi żółwiami lądowymi oraz delfinami. Prowadzący poznają także florę i faunę rzeki Amazonki.

## Obsada
- Ferne Corrigan – Ferne
- Rory Crawford – Rory[2]

## Wersja polska
W rolach głównych wystąpili:
- Maja Panicz – Ferne
- Marek Głuszczak – Rory

W pozostałych rolach:
- Artur Blanik
- Jacek Labijak

i inni
Opracowanie wersji polskiej: Studio Tercja Gdańsk dla Hippeis Media International

## Spis odcinków
| Nr | Nieoficjalny polski tytuł | Angielski tytuł       |
| -- | ------------------------- | --------------------- |
| 1  | Legwany morskie           | Marine Iguanas        |
| 2  | Ogromne żółwie            | Giant Tortoise        |
| 3  | Zwierzęta z Isabeli       | Animals of Isabela    |
| 4  | Lwy morskie               | Sea Lions             |
| 5  | Zwierzęta z Fernandiny    | Animals of Fernandina |